# Julius Ringel

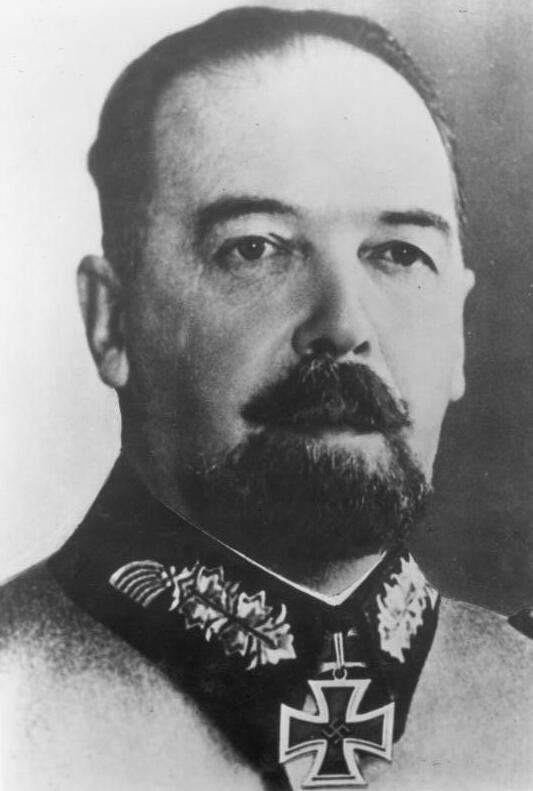
Julius Ringel

Julius Ringel (Völkermarkt, Austria; 16 de noviembre de 1889-Baviera, Alemania; 11 de febrero de 1967) fue un militar austriaco.
Ingresó en el Ejército austrohúngaro, participando en la Primera Guerra Mundial, con distinción. Concluida la contienda participó en diversos conflictos locales en Carintia, donde quedaron fijadas las fronteras de la República Federal de Austria. Se incorporó al Ejército Federal de Austria. Fue partidario del Anschluss. Se incorporó a la Wehrmacht donde hizo rápida carrera. En el 1939 ascendió a coronel, para luego en el año 1940 acceder al mando de la 5.ª división de Montaña - Gebirgsjäger.
Al mando de la 5.ª, participó en la ocupación de Grecia y posteriormente en la batalla de Creta, donde sus hombres sufrieron muchas bajas. Estuvo combatiendo en Escandinavia, Frente del Este de Italia (Línea Gótica). Para finalmente retirarse a Austria, donde su división combatió hasta el último momento. También comandó la 3.ª Gebirgsjäger y el Korps Ringel, entre otras unidades.
Nazi convencido, fue distinguido por su valor con numerosas condecoraciones alemanas, austriacas y de países aliados del Eje.

## Condecoraciones
- Cruz de Hierro 2.ª Clase 1939 (Eisernes Kreuz 1939, II. Klasse) – 11 Nov 1939.
- Cruz de Hierro 1.ª Clase 1939 (Eisernes Kreuz 1939 I Klasse) – 15 Abr 1941.
- Cruz de Honor de Combatiente del Frente 1914-1918 (Ehrenkreuz für Frontkämpfer)
- Medalla de la anexión de Austria (Medaille zur Erinnerung an den 13. März 1938).
- Medalla de Anexión de los Sudetes (Medaille zur Erinnerung an den 1. Oktober 1938).
- Puño de manga “Creta“ (Ärmelband ”Kreta“) – 10 Dic 1942.
- Placa de herido 1939 en plata (Verwundetenabzeichen 1939 in Silber).
- Broche de oro del NSDAP (Goldenes Parteiabzeichen) – 30 Ene 1943.
- Cruz de Caballeros de la Cruz de Hierro (Ritterkreuz des Eisernen Kreuzes) – 13 Jun 1941.
- Hojas de Robles para la RK N° 312 (Ritterkreuz des Eisernen Kreuzes mit Eichenlaub Nr. 312) – 25 Oct 1943.
- Mención en el Informe de las Fuerzas Armadas (Namentliche Nennung im Wehrmachtbericht) – 11 Jun 1941
- Mención en el Informe de las Fuerzas Armadas (Namentliche Nennung im Wehrmachtbericht) – 12 Ago 1941
- Medalla por años de Servicios en las Fuerzas Armadas (Wehrmacht-Dienstauszeichnung)
- Medalla conmemorativa de guerra, Austria, 1932 (Kriegserinnerungsmedaille, Österreich, 1932)
- Orden austríaca de la Corona de Hierro, 3. Clase con espadas (otorgado dos veces) (Österreichischer Orden der Eisernen Krone, III. Klasse mit Schwerter (zweimal verliehen)
- Medalla de herido austríaca con cinta de dos heridas (Österreichische Verwundetenmedaille mit zwei Mittelstreifen)
- Cruz del Emperador Carlos 1.º de Austria (Österreichisches Karl-Truppenkreuz)
- Medalla al mérito Militar de Austria de plata con espadas (Österreichische Militär-Verdienstmedaille in Silber mit Schwertern)
- Medalla al mérito Militar de Austria de bronce con espadas (Österreichische Militär-Verdienstmedaille in Bronze mit Schwertern)
- Medalla conmemorativa de guerra de Austria con espadas (Österreichische Kriegs-Erinnerungs-Medaille mit Schwertern)
- Gran Cruz de Oficial de la Orden Búlgara de San Alejandro con espadas (Großoffizierskreuz des bulgarischen St. Alexander-Ordens mit Schwertern)